# أندرو جي. هالي
أندرو جي. هالي (بالإنجليزية: Andrew G. Haley)‏ هو محامي أمريكي، ولد في 19 نوفمبر 1904، وتوفي في 1966.

## وصلات خارجية
- أندرو جي. هالي على موقع مونزينجر (الألمانية)